# Barnsley
Barnsley är en stad i grevskapet South Yorkshire i norra England. Staden är huvudort i distriktet Metropolitan Borough of Barnsley och ligger vid floden Dearne, mellan städerna Leeds och Sheffield. Tätortsdelen (built-up area sub division) Barnsley hade 91 297 invånare vid folkräkningen år 2011.
Tidigare fanns här en omfattande kolbrytning, men den har numera upphört. Barnsley nämndes i Domedagsboken (Domesday Book) år 1086, och kallades då Berneslai. Den fick stadsrättigheter år 1249.
Staden har två vänorter, Schwäbisch Gmünd i Tyskland och Horlivka i Ukraina.